# Horário flexível de trabalho

## Horário flexível de trabalho
O horário flexível pode ser conceituado como um modelo de gestão do tempo em que cada trabalhador tem autonomia para modificar seu horário de entrada ou saída em busca de conciliar o expediente de trabalho com seus próprios compromissos, atuando diariamente dentro de um faixa de horário fixo definida pelo empregador. Em resumo, a jornada de trabalho flexível caracteriza-se pela presença obrigatória do empregado em seu posto de trabalho em horários específicos definidos pelo empregador, entre um limite mínimo e máximo de atividade.
Com o advento da tecnologia, novas formas de trabalho foram concebidas e com elas o surgimento da necessidade de adequação da jornada de trabalho e a melhor disposição para cada ramo de atividade. Esta nova perspectiva trouxe ao trabalhador a oportunidade de gerenciar seu próprio horário de trabalho, conseguindo assim otimizar seu tempo e aumentar sua produtividade.
Uma das vantagens criadas pela aplicação do horário flexível na jornada de trabalho é permitir que o colaborador gerencie seu tempo e possua maior liberdade para realização de assuntos de cunho pessoal, produzindo efeitos positivos quanto a motivação e desempenho no ambiente de trabalho.
Para implementar esse modelo de gerenciamento de tempo e garantir seu funcionamento efetivo, primeiramente realiza-se um levantamento do quadro de funcionários que podem ser submetidos a esse tipo de jornada de trabalho, sem comprometer o andamento dos processos da Organização, uma vez algumas tarefas dependem da interação presencial ou em horários específicos. Se escolhido como modelo de gestão do tempo dentro da Organização, a jornada de trabalho flexível requer que esteja pactuado entre empregado e empregador as condições quanto a possibilidade de retirada do excedente em folgas ou pagamento financeiro no fechamento de determinado período, bem como a possibilidade de criação de “banco de horas” para utilização futura em uma situação específica.

## Diferença entre horário flexível e flexibilização do horário de trabalho
O horário flexível é uma das ramificações da flexibilização do horário de trabalho e define-se como forma de conciliação do tempo entre o horário de trabalho e o tempo livre do trabalhador. Pode ser entendido como uma ferramenta para promover ao empregado melhor gestão de seu tempo através da opção por uma jornada de trabalho que atenda suas necessidades, em conformidade com as demandas de sua função. Já por flexibilização do horário de trabalho entende-se como grupo de modificações, relacionado tanto a parte legal quanto aos termos referentes ao aumento da autonomia do trabalhador e suas escolhas em relação ao horário de trabalho, baseando-se nas regras de horário adotadas pela empresa.

## A Flexibilização da jornada de trabalho e seus reflexos na saúde do trabalhador
A saúde do trabalhador é sobretudo um direito humano e imprescindível na relação de trabalho, mas ainda assim, constantemente é violada nas relações entre empregado e empregador. Em grande parte dos casos, estas extensas jornadas trabalhistas praticadas pelos colaboradores podem ocasionar, em casos extremos, até mesmo acidentes de trabalho ou doenças como Insônia, Transtornos Alimentares, Síndrome de burnout, entre outras.Estudos científicos produzidos no decorrer do último século demonstram que o sono pode diminuir a fadiga crônica, cerebral e as doenças mentais, gerando melhorias nas relações sociais e na capacidade moral do indivíduo. Logo existe uma relação causal entre a delimitação da jornada de trabalho e a saúde dos trabalhadores. Nesse contexto, é visto na jornada de trabalho flexível uma oportunidade de promover ao trabalhador melhorias em seu nível de qualidade de vida. Com a possibilidade de conciliação entre os compromissos particulares e o expediente de trabalho, existe uma tendência a tornar mais agradável o ambiente de trabalho, produzindo no colaborador maior grau de satisfação e redução da incidência de doenças causadas pelo elevado nível de stress.

## Reflexos da reforma trabalhista de 2017 na gestão do tempo da jornada de trabalho
Com a reforma trabalhista de 2017, um quadro de novas determinações foi alçado para regulamentação do trabalho. Nesse contexto, no que tange ao modelo de gestão do tempo na jornada de trabalho, surgem novas medidas que estabelecem novos tipos de contrato de trabalho, tais como o contrato de trabalho intermitente e o contrato de trabalho autônomo. O modelo de gestão do tempo dentro das Organizações quanto a regimes de trabalho regido pela CLT passa então a ter algumas delimitações, uma vez que sua existência deve estar configurada de modo que não exista qualquer mesclagem com os novos tipos de contrato de trabalho.